# Matthias Spanlang

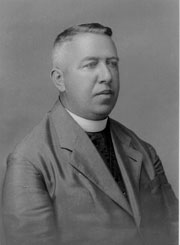
Pfarrer Matthias Spanlang

Matthias Spanlang (* 20. Februar 1887 in Kallham; † 5. Juni 1940 im KZ Buchenwald) war ein österreichischer Priester, Gegner des Nationalsozialismus und Häftling im KZ Dachau und im KZ Buchenwald.

## Leben
Matthias Spanlang stammte aus einer am Steindlgut in Stockham ansässigen Bauernfamilie. Aufgrund seiner Begabung legte er nach dem Besuch der Volksschule und des Kollegiums Petrinum in Linz das Abitur ab. Danach studierte er römisch-katholische Theologie. Am 31. Juli 1910 empfing er in Linz die Priesterweihe und wirkte anschließend als Pfarrvikar in verschiedenen Pfarreien.
Spanlang meldete sich 1915 als Kriegsfreiwilliger, die tatsächliche Einberufung als Feldkurat erfolgte jedoch erst im März 1918. Nach Kriegsende wurde er Seelsorger des Garnisonsspitals Nr. 4 sowie des Reserve-Spitals Nr. 1 in Linz. Ende 1922 wurde er für das Bundesheer Brigadepfarrer des Brigadekommandos Nr. 4 in Linz. Er setzte sich für die ehemaligen Soldaten sowie für das Andenken an Vermisste und Gefallene ein, für die er zahlreiche Kriegerdenkmale enthüllte, so z. B. am 29. Mai 1924 jenes in St. Marienkirchen bei Schärding.
Am 31. Dezember 1925 wurde Spanlang die Pfarre St. Martin im Innkreis zur pfarramtlichen Arbeit übertragen. In den Dienstbeurteilungen wurde er als selbstbewusst mit einem Hang zu eigenmächtigem Handeln beschrieben. Er besuchte das Gasthaus, ging gern zur Jagd und pflegte einen intensiven Kontakt mit seinen Gemeindemitgliedern. Auch wurde er als guter Prediger mit origineller Ausdrucksweise beschrieben.

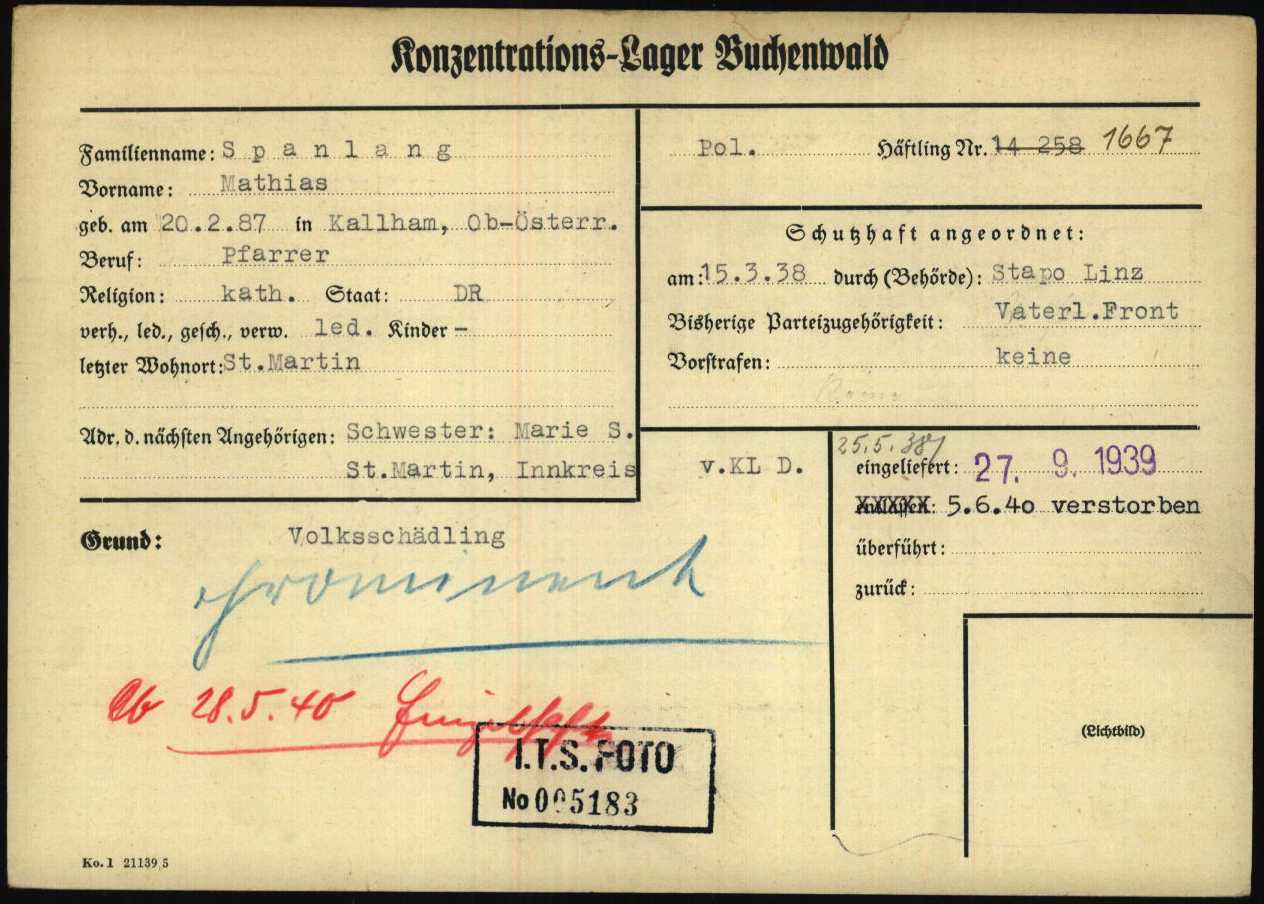
Registrierungskarte von Matthias Spanlang als Gefangener im nationalsozialistischen Konzentrationslager Buchenwald. Grund für seine Verhaftung: „Volksschädling“ (schädliche Handlungen gegen das deutsche Volk).

Bereits als 1931 Versammlungen österreichischer Nationalsozialisten in Sankt Martin abgehalten wurden, machte er sich in diesen Kreisen durch seine Predigten und Zeitungsartikel unbeliebt. Das führte schließlich dazu, dass er am 24. Mai 1938 zunächst in das Rieder Gefängnis und von dort in das KZ Dachau eingeliefert wurde. Trotz der Bereitschaft, Spanlang im Dezember 1938 aus dem KZ Dachau zu entlassen, obwohl Reisegelder vorhanden und alle Bedingungen erfüllt waren, blieb Spanlang im Konzentrationslager. Am 26. September 1939 wurde er von Dachau in das KZ Buchenwald überstellt.
Nach dem Bericht eines später entlassenen Mithäftlings, des Zisterzienser-Ordensmannes Konrad Just, wurde Spanlang zusammen mit dem Priester Otto Neururer in den Arrestbunker verbracht, weil beide im Lager verbotene geistliche Handlungen ausgeübt hatten – in diesem Falle die Aufnahmevorbereitungen eines Mithäftlings, der zum katholischen Glauben konvertieren wollte. Laut Konrad Just und Kaplan Alfred Berchtold (1904–1985) hängte man Neururer nackt und kopfüber an den Füßen auf, bis nach 34 Stunden der Tod qualvoll, infolge übermäßigen Blutandrangs im Kopf eintrat. Seine Beine hatte man dabei mit Lammfellen umwickelt, um keine Spuren des Aufhängens zu hinterlassen. Vier Tage später meldete man beim Abendappell auch den Tod von Pfarrer Spanlang, der vermutlich in ähnlicher Weise ermordet wurde, wobei es keine Gewissheit über die Todesumstände gibt.
Am 8. Juni 1940 meldete das Pfarramt St. Martin an die Nachbarspfarren:

„Nach amtlicher Mitteilung an die Verwandten ist am 5. Juni d. J. der Hochwürdige Herr Mathias Spanlang, Pfarrer von St. Martin i. I., an plötzlicher Herzschwäche gestorben. Seine Leiche wurde eingeäschert. Hierorts findet nun am Dienstag, 11. Juni, vorm. 10 h neue Zeit ein feierl. Requiem statt, das der Hochwürdige Herr Dechant für den Verstorbenen zelebriert. Hiezu ergeht die herzl. Einladung.“

## Nachwirkung

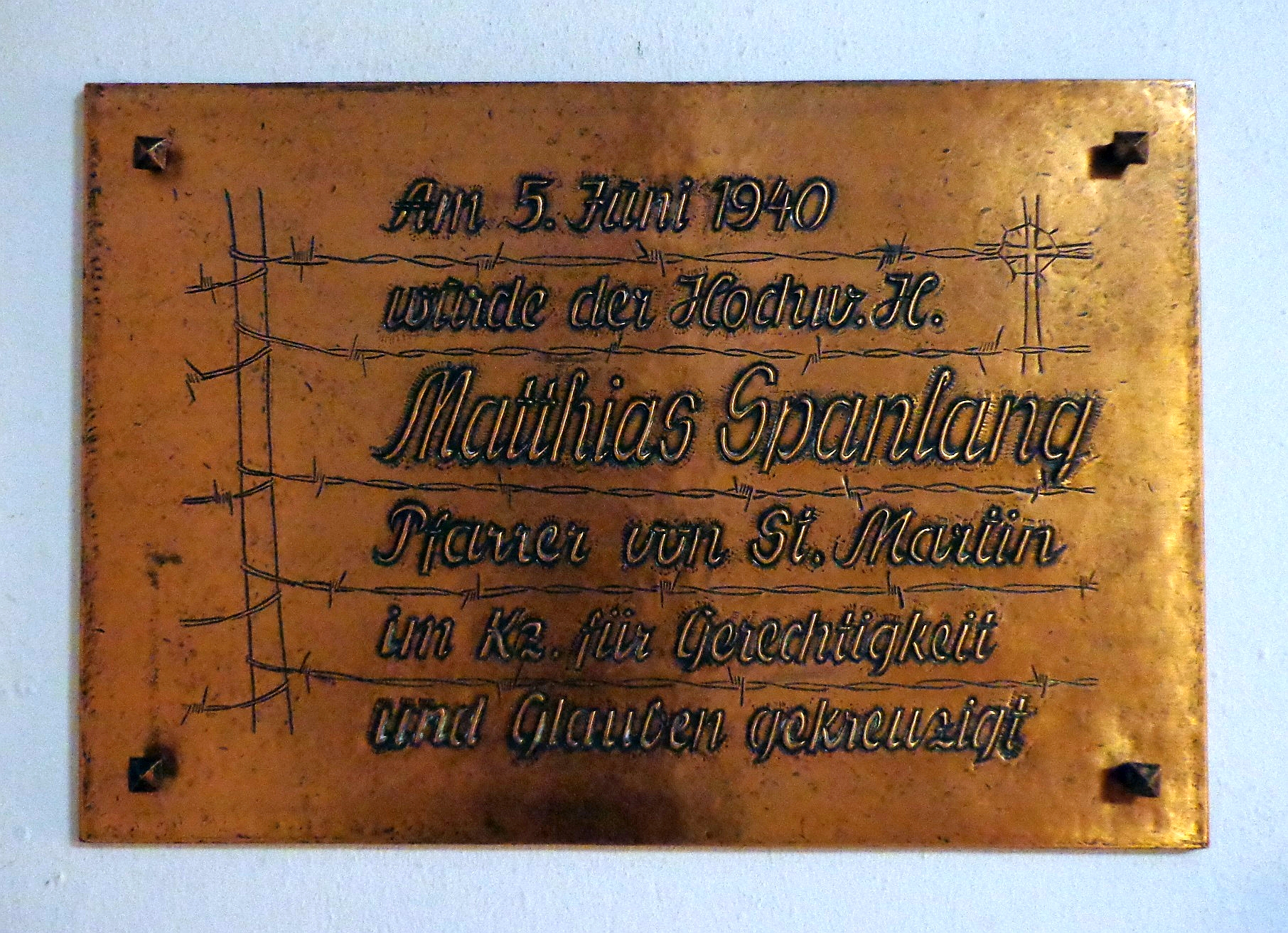
Pfarrkirche St. Martin im Innkreis: Gedenktafel für Pfarrer Matthias Spanlang

1996 wurde Otto Neururer von Papst Johannes Paul II. seliggesprochen, nicht jedoch Pfarrer Matthias Spanlang, da man von seinem als „natürlich“ beurkundeten Tod keine näheren Umstände kennt. Man geht aber von einer ähnlich grausamen Ermordung wie bei Otto Neururer aus.
Anlässlich seines 70. Todestages gestalteten Schüler der Pfarrei Neumarkt 2010 einen Gedenkgottesdienst und zeigten eine selbstgefertigte Ausstellung. Bei einem Besuch in der Gedenkstätte Buchenwald übergaben sie eine Gedenktafel für Spanlang, die im Krematorium angebracht wird. Schon im Jahr 2002 widmeten sich Schüler der Hauptschule Neumarkt in einer Projektarbeit dem Leben des „Blutzeugen des Glaubens“ und gestalteten eine Broschüre.